# 송민정 (성우)
송민정은 대한민국의 성우이다. 1994년 CBS에 입사했으며, 현재는 CBS 18기이다. 기독교방송 성우극회 소속.